# Project Scard: Praeter no Kizu
Project Scard: Praeter no Kizu (プロジェクトスカード プレイタの傷 Purojekuto Sukādo Pureita no Kizu?), en inglés Scar on the Praeter, es una serie de televisión de anime japonesa original producida por GoHands basada en el proyecto de medios Project Scard de Frontier Works.
Se estrenó el 8 de enero de 2021 en el bloque de programación Animeism de MBS.

## Sinopsis
En el ficticio barrio especial de Akatsuki en Tokio, un lugar donde no hay leyes ni orden, hay tres organizaciones: Helios, Artemis y la Oficina de Seguridad Pública, que emplean agentes conocidos como ‘Scard’.
Estos agentes están marcados con tatuajes divinos que les otorgan el poder de rechazar cualquier bala o espada, haciéndolos virtualmente invulnerables.

## Personajes
Yamato Kai (甲斐 ヤマト Kai Yamato?)
 Seiyū: Arthur Lounsbery
Eiji Arashiba (嵐柴 エイジ Arashiba Eiji?)
 Seiyū: Atsushi Kōsaka
Kazuma Arashiba (嵐柴 カズマ Arashiba Kazuma?)
 Seiyū: Shōya Chiba
Kagami Sakishima (茶木縞 カガミ Sakishima Kagami?)
 Seiyū: Junya Enoki
Ran Washimine (鷲峰 ラン Washimine Ran?)
 Seiyū: Takeaki Masuyama
Jin Karasue (烏末 ジン Karasue Jin?)
 Seiyū: Shō Nogami
Kouga Tatsuma (龍眞 コウガ Tatsuma Kōga?)
 Seiyū: Taku Yashiro
Itsuki Torataka (虎尊 イツキ Torataka Itsuki?)
 Seiyū: Tasuku Hatanaka
Hokuto Kurama (鞍馬 ホクト Kurama Hokuto?)
 Seiyū: Katsumi Fukuhara
Hræsvelgr Sakiyo (先代 フレスヴェルグ Sakiyo Furesuverugu?)
 Seiyū: Kenjirō Tsuda
Morrigan Sakiyo (先代 モリガン Sakiyo Morigan?)
 Seiyū: Yōji Ueda

## Producción y lanzamiento
El 6 de septiembre de 2020, Frontier Works anunció la serie de televisión original de anime. La serie es animada por el estudio GoHands y dirigida por Shingo Suzuki, quien también diseñará los personajes. Tamazo Yanagi se encargara de la composición de la serie, y Conisch y GOON TRAX componen la música de la serie.
El anime se estrenó en enero de 2021 en el bloque Animeism en MBS, TBS y BS-TBS.